# Condado de Stark (Dakota del Norte)
El condado de Stark (en inglés: Stark County, North Dakota), fundado en 1879, es uno de los 53 condados del estado estadounidense de Dakota del Norte. En el año 2000 tenía una población de 22 636 habitantes y una densidad poblacional de 7 personas por km². La sede del condado es Dickinson.

## Geografía
Según la Oficina del Censo, el condado tiene un área total de 3471 km² (1340,2 mi²), de la cual 3465 km² (1337,8 mi²) es tierra y 5 km² (1,9 mi²) es agua.

### Condados adyacentes
- Condado de Dunn (norte)
- Condado de Mercer (noreste)
- Condado de Morton (este)
- Condado de Grant (sureste)
- Condado de Hettinger (sur)
- Condado de Slope (suroeste)
- Condado de Billings (oeste)

## Demografía
En el 2000 la renta per cápita promedia del condado era de $32 526, y el ingreso promedio para una familia era de $41 527. El ingreso per cápita para el condado era de $15 929. En 2000 los hombres tenían un ingreso per cápita de $30 474 versus $20 000 para las mujeres. Alrededor del 12.30% de la población estaba bajo el umbral de pobreza nacional.
| 1890 | 1900 | 1910   | 1920   | 1930   | 1940   | 1950   | 1960   | 1970   | 1980   | 1990   | 2000   | Est. 2009 |
| ---- | ---- | ------ | ------ | ------ | ------ | ------ | ------ | ------ | ------ | ------ | ------ | --------- |
| 2304 | 7621 | 12 504 | 13 542 | 15 340 | 15 414 | 16 137 | 18 451 | 19 613 | 23 697 | 22 832 | 22 636 | 22 847    |

## Mayores autopistas
- Interestatal 94
- U.S. Highway 85
- Carretera de Dakota del Norte 8
- Carretera de Dakota del Norte 22

## Lugares

### Ciudades
- Belfield
- Dickinson
- Gladstone
- Richardton
- South Heart
- Taylor

Nota: todas las comunidades incorporadas en Dakota del Norte se les llama "ciudades" independientemente de su tamaño